# 8-Bit Rebellion!
8-Bit Rebellion! is een computerspel dat op 26 april 2009 wordt uitgebracht. Het spelletje, een RPG, is bedacht door Linkin Park. Mike Shinoda meldde een release in januari voor de iPhone, maar dit werd door het beschikbaar maken voor de iPad uitgesteld.

## Ontwikkeling
In april 2009 werd bekendgemaakt dat Artificial Life met Linkin Park en Warner Bros. een driejarige overeenkomst heeft gesloten om een serie van iPhone- en iPod touch-applicaties te produceren. De bedoeling was om twee interactieve applicaties per jaar uit te brengen. De band werkte intensief samen met het ontwerpteam en Shinoda verzorgde voor enkele stukken artwork, waaronder ook de personages. Het spel zal na de release blijven geüpdatet worden.
Elk lid van de band hielp met het ontwerpen van een district aan de hand van diens persoonlijke individuele interesse. Warner probeert de release te behandelen als een album- of singlerelease.

## Plot
De wereld in het spelletje bestaat uit een 8-bit resolutie. De speler wordt gekozen door een rebellie om de vijandige bedrijf PixxelKorp te verslaan, die iedereen gehersenspoeld heeft om een hogere resolutie aan te schaffen. Dit moet de speler uitvoeren door zes van de rebellie gestolen objecten terug te halen. De speler wordt bijgestaan door de zes leden van de band. Het spelletje heeft een sterke social community-aspect, waarmee spelers met elkaar kunnen communiceren en met elkaar kunnen spelen.

## Soundtrack
Het spel wordt begeleid door 8-bit midiversies van een aantal nummers van de band. Aan het eind van het spelletje wordt een geheim onthuld, een nieuw nummer van Linkin Park. De nummers waren sinds 17 april op iTunes te downloaden als ringtone.
Emily Armstrong · Chester Bennington · Rob Bourdon · Colin Brittain · Brad Delson 
Dave Farrell · Joe Hahn · Scott Koziol · Mike Shinoda · Mark Wakefield